# Mniszki Zakonu Kaznodziejskiego
Mniszki Zakonu Kaznodziejskiego (Dominikanki klauzurowe) – rzymskokatolicki zakon żeński, należące do Rodziny Dominikańskiej.
Zakon został założony w 1206 roku przez św. Dominika w Prouille koło Carcassonne. Mniszki prowadzą życie ściśle klauzurowe. W Polsce obecne są od 1282 r. (klasztor w Poznaniu). Dziś posiadają na świecie 250 klasztorów, a w Polsce trzy (Kraków, Święta Anna koło Częstochowy i Radonie pod Warszawą).